# Peter O'Leary
Peter O'Leary, född 3 mars 1972, är en nyzeeländsk fotbollsdomare som är verksam i A-League. Han har bland annat dömt i U-20 VM 2007 i Kanada och i U-20 VM 2009 i Egypten och var en av domarna under fotbolls-VM 2010 i Sydafrika, han var också aktiv i fotbolls-VM 2014, där han dömde matchen mellan Bosnien-Hercegovina och Nigeria. O'Leary har varit FIFA-domare sedan 2003. 